# Silvestru Maximilian
Silvestru Maximilian (născut la 2 ianuarie 1936, Căzănești, raionul Telenești- 24 septembrie 2022, Chisinau) a fost un economist din Republica Moldova, Dr. Habilitat și profesor universitar.

## Biografie profesională
- Între 1954-1958 s facut studii Institutul Pedagogic (actualmente Universitatea de Stat Alecu Russo din Bălți.
- Între anii 1958- 1965 a fost director de școală în satul Inești, rnul Telenesti.
- Între 1965-1969 a studiat la Institutul Central Economico-Matematic al Academiei de Științe a URSS (Moscova), după care în 1970 a sustinut teza de doctor în economie cu un subiect de planificare a economiei.
- Între anii 1969-1972 a activat în cardul Institutului de Economie pe lângă Academia de Științe din Moldova.
- Între 1972-1986 a activat în calitate de director-adjunct la Institutul de planificare al Comitetului de Stat pentru Planificare din RSSM.
- Între 1986-1990 a fost lector la Universitatea de Stat din Moldova, catedra „Matematica în economie”.
- În 1989 a susțut teza de doctor habilitat la Institutul Economico-Matematic din Moscova.
- Între 1990-1993 a deținut funcția de director la Institutul Economiei Naționale al Ministerului Economiei.
- Între 1993-2001 a deținut funcția de șef de catedră la ULIM, unde i s-a conferit titlul de profesor.
- Din 2001 este profesor la USM.

## Opera (selectivă)
- Teorie economică generală : Manual / Alexandru Tobă, Andrei Malai, Daniel Tobă ; red. : Silvestru Maximilian .- Chișinău : Tipografia UASM, 2001